# El cuento de la dama Ok
El cuento de la dama Ok (en hangul, 옥씨부인전; romanización revisada, Okssibuinjeon) es una serie de televisión surcoreana escrita por Park Ji-sook, dirigida por Jin Hyuk, y protagonizada por Im Ji-yeon, Choo Young-woo, Yeonwoo y Kim Jae-won. Se emitirá por el canal JTBC desde el 30 de noviembre de 2024 hasta el 19 de enero de 2025, en horario de sábados y domingos a las 22:30 (hora local coreana). También está disponible en la plataforma Netflix para algunas áreas del mundo.

## Sinopsis
Goo-deok era una esclava sometida a un duro trato por parte de su amo, y despreciada debido a su humilde estatus. Un día decide huir para envejecer con gracia en lugar de morir de hambre o de malos tratos. Sin embargo, mientras vive una vida peligrosa huyendo en una realidad difícil, accidentalmente tiene la oportunidad de tomar la identidad de Ok Tae-young, la preciosa hija de la familia Ok. Es una elección arriesgada que va en contra del destino de un esclavo, pero le permite demostrar su inteligencia innata y todo tipo de talentos que había mantenido ocultos debido a su humilde estatus. Utilizando su elevada condición de mujer noble, ayuda a los necesitados, protege las cosas que tiene que proteger y realiza numerosas tareas que no podría realizar como esclava. Así es como conoce a Cheon Seung-hwi, un narrador de historias que viaja por todo el país recitando en público. Cuando conoce Tae-young, se enamora de ella a primera vista.

## Reparto

### Principal
- Im Ji-yeon como Goo-deok, una esclava que vive como Ok Tae-young, una experta legal en Joseon. Todos la adoran porque ayuda a los demás incluso en situaciones difíciles. Sin embargo, su nombre, identidad e incluso su marido son falsos.[3][4][5]

- Choo Young-woo como:
  - Cheon Seung-hwi / Song Seo-in, un narrador de historias que se cubre el rostro con un velo y viaja por todo el país recitando novelas a la gente. Se enamora de Tae-young a primera vista cuando la conoce por casualidad y la apoya de todo corazón incluso después de descubrir su verdadera identidad.
  - Sung Yoon-kyum, el hijo mayor de una familia noble y el esposo de Tae-young.[2][6]

- Yeonwoo como Cha Mi-ryung, la aprendiz entusiasta de Tae-young. Mi-ryung se caracteriza por su amabilidad y audacia, particularmente a la hora de ayudar a los necesitados, pero alberga un secreto que no puede revelar a nadie.[7][8]

- Kim Jae-won como Sung Do-kyum, una figura muy querida en el pueblo y esposo de Mi-ryung, que siente un gran respeto por su cuñada Tae-young, quien ha sido su pilar de apoyo desde su infancia.[9][8]

### Secundario

#### Entorno de Tae-young
- Kim Jae-hwa como Mak-sim, admiradora devota de Tae-young, por la que está dispuesta a hacer cualquier sacrificio. Es la madre de Baek.[10][11]
- Oh Dae-hwan como Dokki, compañero esclavo de Maxim, un sirviente leal que soporta las duras palabras y el trato de esta todos los días con un corazón bondadoso.[12][13]
- Hong Jin-gi como Keut-dong, amigo de la familia de Tae-young. Fuente privilegiada de noticias locales.[14]
- Yoon Seo-ah como Baek, la mejor amiga y sirviente de Tae-young e hija de Mak-sim.[15][16]
- Kim Mi-sook como la Sra. Han, la fuerte y sabia abuela paterna de la verdadera Tae-young, que protege a la familia Ok.[17]
- Son Na-eun como la verdadera Ok Tae-young, una dama imparcial y de buen corazón de la dinastía Qing, nieta biológica de la Sra. Han, que busca la amistad de Goo-deok.[18][19]
- Song Young-kyoo como Ok Pil-seung, padre de Tae-young.

#### Entorno de Goo-deok
- Ha Yul-ri como Kim So-hye, la amada hija de Nak-soo, que hace perseguir durante años a Goo-deok para castigarla.[20][21]
- Lee Seo-hwan como Kim Nak-soo, el dueño de Gae-jook y Goo-deok; y el padre de So-hye.
- Lee Sang-hee como Gae-jook, esclavo de la familia de Nak-soo y padre de Goo-deok.
- Kim Jung-young como Keut-boon, la dueña de una taberna en una esquina de Goesan, Hongchung-do, que ayuda a Gae-jook y Goo-deok a escapar.[22]

#### Entorno de Seo-in
- Lee Jae-won como Man-seok, el sirviente y mejor amigo de Seung-hwi.[23][24]
- Huh Joon-seok como Song Byung-keun, padre de Seo-in, exinspector de Gyeonggi.
- Lee Jin-hee como la Sra. Cha, la madre de Seo-in.

#### Entorno de Do-kyum
- Sung Dong-il como Sung Kyoo-jin, el nuevo gobernador del condado de Chungsoohyun, padre de Yoon-kyum y Do-kyum, y el suegro de Tae-young y Mi-ryung.[17]

#### Familia de Deok-hoon
- Yoon Ji-hye como la Sra. Kim, la jefa de Yoohyangso y líder del partido Jamodang que tenía más poder que la oficina gubernamental. Su único objetivo es criar bien a su hijo y lograr que tenga éxito .[25]
- Kim Dong-kyoon como Lee Choong-il, el padre de Deok-hoon.
- Choi Kyung-hoon como Lee Deok-hoon, el hijo de la Sra. Kim.

#### Familia de Do-kwang
- Jeon Ik-ryeong como la Sra. Song y madre de Do-kwang. De personalidad cruel y viciosa, capaz de cometer verdaderas atrocidades contra los esclavos.[26][27]
- Baek Seung-hyun como Baek Nam-gi, byeolgam de Chungsoohyun y padre de Do-kwang.
- Kim Sun-bin como Baek Do-kwang, el hijo de la Sra. Song.[28]

#### Otros
- Jung Soo-young como la Sra. Hong, la esposa del vicealmirante Cha Choon-shik y una oportunista ágil, astuta y de pensamiento rápido. Tiene a su marido bajo su control.[29]
- Yoon Hee-seok como Cha Choon-shik, capitán rico e inteligente de Yoohyangso.
- Choi Da-hye como Cha Sun-hee, la hija de la Sra. Hong.
- Choi Jung-woo como Park Joon-gi.
- Shin Seung-hwan como Ji Dong-choon, el jefe de Myungjoo Sangdan, leal a Joon-gi.[30]
- Kim Jong-tae como Heo Jong-moon, exgobernador de Cheongsu-hyeon e inspector de Anhak.[31]

### Apariciones especiales
- Tae Won-seok como Hwa-guk, que amenaza a Gu-deok (ep. 1).
- Yang Jun-mo como Oh Dal-seong, gobernador recién nombrado del condado de Cheongsu-hyeon.
- Jeon Jeok-hwan como Gwansa-sa (ep. 14).

## Producción
La serie es una coproducción de SLL y Copus Korea, que firmó el correspondiente contrato de suministro en enero de 2024. Está escrita por Park Ji-sook y dirigida por Jin Hyuk, director también de las series Master's Sun (2013), Legend of the Blue Sea (2016-17) y El mito de Sísifo (2021).
El 22 de octubre de 2024 se publicó el primer cartel de avance, que muestra a Lim Ji-yeon con el personaje del esclavo Gu-deok. El 26 de noviembre el equipo de producción lanzó un avance que resume la vida de la falsa Ok Tae-yeong. La producción se presentó en conferencia de prensa celebrada dos días después en el hotel Ramada Seoul Sindorim en Guro-gu, Seúl, con la asistencia del director y los cuatro protagonistas.

## Banda sonora original
La banda sonora original de la serie incluye temas cantados por Winter, Ailee, Danny Goo, Beomjin, y un dúo entre el protagonista Choo Young-woo y la cantante Lia, integrante del grupo ITZY.
| Parte | Fecha de publicación                                                                 | Título                                                                               | Letra                                                                                | Música                                                                               | Artista                                                                              | Ref.                                                                                 |
| ----- | ------------------------------------------------------------------------------------ | ------------------------------------------------------------------------------------ | ------------------------------------------------------------------------------------ | ------------------------------------------------------------------------------------ | ------------------------------------------------------------------------------------ | ------------------------------------------------------------------------------------ |
| 1     | 1 de diciembre de 2024                                                               | 헌정연서 («Dedicatoria»)                                                             | Jung Ye-kyung                                                                        | Jung Ye-kyung, Uma Lee, Ekah Kim                                                     | Winter                                                                               | [ 37 ] [ 38 ]                                                                        |
| 2     | 15 de diciembre de 2024                                                              | «Danshimga»                                                                          | Jung Ye-kyung                                                                        | Jung Ye-kyung                                                                        | Ailee                                                                                | [ 39 ] [ 40 ]                                                                        |
| 3     | 22 de diciembre de 2024                                                              | 우리 다시 헤어지는 일은 없기로 해요 («Nunca volveremos a separarnos»)                | Jung Ye-kyung, Kim Seung-chan                                                        | Jung Ye-kyung, Kim Seung-chan, EENO                                                  | Lia y Choo Young-woo                                                                 | [ 41 ] [ 42 ]                                                                        |
| 4     | 29 de diciembre de 2024                                                              | «The tale of Lady Ok»                                                                | —                                                                                    | —                                                                                    | Danny Gu                                                                             | [ 43 ] [ 44 ]                                                                        |
| 5     | 12 de enero de 2025                                                                  | 사랑이라는 이유 («La razón es el amor»)                                              | KINSHA                                                                               | AllThou, Suhyun Kim, 153/Joombas                                                     | Beomjin                                                                              | [ 45 ] [ 46 ] [ 47 ]                                                                 |
| Notas | Las canciones de la banda sonora tienen una versión instrumental de igual duración . | Las canciones de la banda sonora tienen una versión instrumental de igual duración . | Las canciones de la banda sonora tienen una versión instrumental de igual duración . | Las canciones de la banda sonora tienen una versión instrumental de igual duración . | Las canciones de la banda sonora tienen una versión instrumental de igual duración . | Las canciones de la banda sonora tienen una versión instrumental de igual duración . |

## Recepción
La serie comenzó con un índice de audiencia del 4,2 % nacional, pero fue ganando popularidad y se duplicó en cuatro episodios; en el noveno superó ya el 10 %, para terminar con el 13,5 en el capítulo final. Según Park Jin-hai (The Korea Times), este éxito se debió tanto al enfoque moderno que presenta, con una protagonista femenina fuerte e independiente, como a la fuerza de la interpretación de Im Ji-yeon. También Oh Myeong-seon (YNA) incide en la importancia de la «trama sólida pero fresca» y en las actuaciones: «Im Ji-yeon, quien asumió su primer drama histórico, lideró el drama con una actuación envolvente, y Choo Young-woo, naturalmente, interpretó dos papeles, lo que hizo que el drama fuera aún más divertido de ver».

### Crítica
Park Jin-gyu (Entermedia) escribe de la serie que merece atención no solo por sus buenos resultados de audiencia sino también porque muestra una nueva dirección en los sageuk, que tendían a ser no otra cosa que comedias románticas ligeras ambientadas en un pasado pintoresco. Aquí también hay una parte de romance entre Ok y Song Seo-in, pero el mayor punto de interés no es este, «sino más bien el proceso en el que Ok Tae-young o los agraviados son puestos en peligro y Ok Tae-young resuelve esos casos», introduciendo elementos típicos del drama legal. Otros elementos destacables  son, primero, el intercambio de identidades, una fórmula de éxito típica pero tratada con algunas variaciones, con Goo-deok que se apropia no solo del nombre sino de la personalidad de Ok tae-young, a la que toma como modelo espiritual; en segundo lugar, la modernidad de las creencias de la nueva Ok Tae-young; y en tercer lugar, la cuestión de la homosexualidad de Song Yun-gyeom, que debe ocultarla a través del matrimonio, y que es un factor relativamente novedoso en esta clase de producciones.
También Kim Jong-seong (Oh My News) incide en este último punto. Song y Ok se casan conociendo cada uno el secreto del otro, an un acto de ayuda mutua. Pero él dirige incluso una sociedad secreta, Aeshimdan, que protege a los niños de minorías sexuales y les enseña artes marciales para defensa personal. Aunque la trama de la serie está basada en una historia real, es una obra de ficción y no puede probar nada sobre cómo se afrontaba la homosexualidad en el reino de Joseon. De todos modos, Kim presenta algunos casos reales que parecen sugerir cierta tolerancia, como el de Lee Seon, que fue ministro de la Guerra a mediados del siglo xv pese a que en los registros históricos aparece la homosexualidad como uno de sus defectos.
Jeong Han-byeol (Hankook Ilbo) asimila la serie a otras dos emitidas recientemente, Jeong-nyeon: The Star Is Born y The Queen Who Crowns, con las que forma un grupo de narraciones donde las mujeres y el «poder femenino», como lo denomina, ocupan el primer plano, y que han sido acogidas con gran favor por el público: «por supuesto, antes ha habido dramas históricos que pusieron a las mujeres en primer plano. Sin embargo, los personajes recientes muestran un sentido más profundo de subjetividad». Antes, podía haber mujeres activas, pero eran ellos los que conducían y ellas les seguían; ahora son ellas las que toman la iniciativa. Jeong encuadra esta tendencia en la mayor presencia de mujeres proactivas en la sociedad surcoreana, en campos como la política o el deporte.

### Índices de audiencia
| Temporada | Temporada | Episodio número | Episodio número | Episodio número | Episodio número | Episodio número | Episodio número | Episodio número | Episodio número | Episodio número | Episodio número | Episodio número | Episodio número | Episodio número | Episodio número | Episodio número | Episodio número | Promedio |
| Temporada | Temporada | 1               | 2               | 3               | 4               | 5               | 6               | 7               | 8               | 9               | 10              | 11              | 12              | 13              | 14              | 15              | 16              | Promedio |
| --------- | --------- | --------------- | --------------- | --------------- | --------------- | --------------- | --------------- | --------------- | --------------- | --------------- | --------------- | --------------- | --------------- | --------------- | --------------- | --------------- | --------------- | -------- |
|           | 1         | 0.920           | 1.490           | 1.666           | 1.921           | 1.789           | 2.097           | 1.714           | 1.984           | 2.461           | 2.632           | 1.861           | 2.106           | 1.923           | 2.313           | 2.401           | 3.292           | 2.038    |

| Episodio | Fecha de emisión        | Índices de audiencia (Nielsen Korea) | Índices de audiencia (Nielsen Korea) |
| Episodio | Fecha de emisión        | Nacional                             | Seúl                                 |
| --- | ----------------------- | ------------------------------------ | ------------------------------------ |
| 1 | 30 de noviembre de 2024 | 4,206 % (1.ª)                        | 4, 690 % (1.ª)                       |
| 2 | 1 de diciembre de 2024  | 6,813 % (1.ª)                        | 7,190 % (1.ª)                        |
| 3 | 8 de diciembre de 2024  | 7,786 % (1.ª)                        | 8,081 % (1.ª)                        |
| 4 | 15 de diciembre de 2024 | 8,496 % (1.ª)                        | 8,892 % (1.ª)                        |
| 5 | 21 de diciembre de 2024 | 7,863 % (1.ª)                        | 8,708 % (1.ª)                        |
| 6 | 22 de diciembre de 2024 | 9,124 % (1.ª)                        | 9,224 % (1.ª)                        |
| 7 | 28 de diciembre de 2024 | 8,077 % (1.ª)                        | 7,857 % (1.ª)                        |
| 8 | 29 de diciembre de 2024 | 9,457 % (1.ª)                        | 9,135 % (1.ª)                        |
| 9 | 4 de enero de 2025      | 10,338 % (1.ª)                       | 10,597 % (1.ª)                       |
| 10 | 5 de enero de 2025      | 11,061 % (1.ª)                       | 11,849 % (1.ª)                       |
| 11 | 11 de enero de 2025     | 7,689 % (1.ª)                        | 8,321 % (1.ª)                        |
| 12 | 12 de enero de 2025     | 9,200 % (1.ª)                        | 10,226 % (1.ª)                       |
| 13 | 18 de enero de 2025     | 8,406 % (1.ª)                        | 9,132 % (1.ª)                        |
| 14 | 19 de enero de 2025     | 9,836 % (1.ª)                        | 10,758 % (1.ª)                       |
| 15 | 25 de enero de 2025     | 10,201 % (1.ª)                       | 10,869 % (1.ª)                       |
| 16 | 26 de enero de 2025     | 13,575 % (1.ª)                       | 14,030 % (1.ª)                       |
| Promedio | Promedio                | 8,882 %                              | 9,347 %                              |
| - En la tabla superior, los números azules representan las calificaciones más bajas y los números rojos representan las más altas. - Esta serie se transmite en un canal de cable/televisión de pago, que normalmente tiene una audiencia menor respecto a las emisoras de televisión públicas/gratuitas (KBS, SBS, MBC y EBS). |                         |                                      |                                      |

## Premios y nominaciones
| Año  | Premios                     | Categoría               | Candidato               | Resultado | Ref.                 |
| ---- | --------------------------- | ----------------------- | ----------------------- | --------- | -------------------- |
| 2025 | 61.os Premios Baeksang Arts | Mejor serie             | El cuento de la dama Ok | Nominada  | [ 54 ] [ 55 ] [ 56 ] |
| 2025 | 61.os Premios Baeksang Arts | Mejor actriz de reparto | Kim Jae-hwa             | Nominada  | [ 54 ] [ 55 ] [ 56 ] |
| 2025 | 61.os Premios Baeksang Arts | Mejor actor revelación  | Choo Young-woo          | Ganador   | [ 54 ] [ 55 ] [ 56 ] |
| 2025 | 61.os Premios Baeksang Arts | Mejor guion             | Park Ji-sook            | Nominado  | [ 54 ] [ 55 ] [ 56 ] |